# Kecskőc
Kecskőc (szlovákul: Kečkovce, ukránul: Kecskivci) község Szlovákiában, az Eperjesi kerület Felsővízközi járásában.

## Fekvése
Felsővízköztől 12 km-re északnyugatra, az Ondava felső folyása fölött, a lengyel határ mellett fekszik.

## Története
1572-ben említik először, amikor ruszinokat telepítettek ide. Eredetileg Misztonkának is nevezték, de a későbbiekben többféleképpen is szerepel az írott forrásokban: „Keczkőuice alias Miztoka” (1588), „Kechkowecz” (1600), „Keczkocz” (1618).
1618-ban 39 lakóház állt a faluban, volt papja és szabó is volt a településen. A makovicai váruradalomhoz tartozott, melynek ura előbb Dobróczi Mihály, majd Sárosi Márton volt. Lakói szabadon vadászhattak, halászhattak és fát is vághattak, de adózniuk kellett. 1693-ban templom és plébánia épült a községben. 1711-ben a kuruc harcok következtében lakói elmenekültek és szinte teljesen elnéptelenedett, mindössze egy lakott háza volt 9 lakossal. Később újratelepült, 1748-ban már 449 lakosa volt. Később lakói gyümölcstermesztéssel, állattartással foglalkoztak. 1787-ben 56 házában 341 lakos élt. Anyakönyveit 1789-óta vezetik.
A 18. század végén Vályi András így ír róla: „KECSKÓCZ. Kecskovce. Orosz falu Sáros Várm. földes Ura G. Szirmay Uraság, lakosai külömbfélék, fekszik a’ Makovitzai Uradalomban, határja a’ hegyek között sovány, legelője jó, mellyen elég marhákat szaporítanak, fája is elég van.”
1828-ban 63 háza és 491 lakosa volt. A 19. században többször is kolerajárvány sújtotta.
Fényes Elek 1851-ben kiadott geográfiai szótárában így ír a faluról: „Kecskócs, Sáros v. orosz falu, a makoviczi urad., Duplin fil., 5 rom., 486 g. kath., 8 zsidó lak. Gör. anyaszentegyház.”
Az 1866-os, porosz katonák által behurcolt kolerajárvány volt különösen pusztító, melynek következtében lakói közül sokan meghaltak vagy elmenekültek. A század vége felé többen kivándoroltak a tengerentúlra. 1920 előtt Sáros vármegye Felsővízközi járásához tartozott.
1944-ben a front közeledtével lakói Bártfára és Eperjesre menekültek. A szovjet csapatok 1945. január 19-én szállták meg a községet. 1947-ben 76 lakos települt át Ukrajnába. A községbe 1950-ben vezették be a villanyt, 1956-ban megindult a buszközlekedés is.

## Népessége
| Év:            | 1994. | 2004.   | 2014.    | 2024.   |
| -------------- | ----- | ------- | -------- | ------- |
| Emberek száma: | 219   | 223     | 247      | 264     |
| Eltérés:       |       | +1,82 % | +10,76 % | +6,88 % |

| Év:            | 2023. | 2024.   |
| -------------- | ----- | ------- |
| Emberek száma: | 258   | 264     |
| Eltérés:       |       | +2,32 % |

1910-ben 441, túlnyomórészt ruszin lakosa volt.
2001-ben 230 lakosából 150 szlovák, 56 ruszin és 11 cigány volt.
2011-ben 225 lakosából 84 szlovák, 53 ruszin és 50 cigány.

## Nevezetességei
Mihály arkangyal tiszteletére szentelt görögkatolikus temploma 1911-ben épült.